# Speak to Me (песня Pink Floyd)
«Speak to Me» — первый трек с альбома The Dark Side of the Moon британской группы Pink Floyd. Он оформлен как своеобразная увертюра. Автором композиции значится Ник Мейсон. Роджер Уотерс впоследствии оспаривал это, утверждая, что основную часть композиции сочинил он, но потом «подарил» свою долю Мейсону. Композиция не содержит песенного текста и состоит из серии звуковых эффектов.
В качестве названия композиции были выбраны слова, с которыми звукоинженер Алан Парсонс обращался к опрашиваемым, чтобы настроить уровень записи.

## Звуковые эффекты
- Сердцебиение, которое можно услышать в конце «Eclipse»;
- Тиканье часов из «Time»;
- Смех из «Brain Damage»;
- Звук кассового аппарата из «Money»;
- Звуки вертолёта «On the Run»;
- Крик из «The Great Gig in the Sky»;
- Аккорд синтезатора, переходящий в песню «Breathe».

## Речь
I’ve been mad for fucking years, absolutely years, been over the edge for yonks, been working me buns off for bands for so long…
I’ve always been mad, I know I’ve been mad, like the most of us have. Very hard to explain why you are mad, even if you’re not mad…
{перевод} Я был сумасшедшим в течение чертовых лет, невероятно много лет, давно уж потерял разум, вертел задницей, чтобы подрабатывать в группах…
{перевод} Я всегда был сумасшедшим, я знаю, что был сумасшедшим, как большинство из нас. Очень трудно объяснить, почему вы сумасшедший, даже если вы не сумасшедший…

## Участники записи
- Ричард Райт — синтезатор
- Ник Мейсон — бас-барабан